# Gustav von Buddenbrock
Gustav Karl Leopold baron von Buddenbrock (né le 10 mars 1810 à Lamgarben (de) et mort le 31 mars 1895 à Düsseldorf) est un général d'infanterie prussien.

## Biographie

### Origine
Ses parents sont le major prussien Hans Leopold baron von Buddenbrock (de) (1783-1869) et sa femme Sophie, née von Heister (de) (1791-1868), fille du lieutenant général Levin von Heister (de).

### Carrière militaire
Buddenbrock étudie au corps de cadets et est nommé en 1827 sous-lieutenant au 21e régiment d'infanterie (de) de l'armée prussienne. À partir de 1838, il y travaille comme adjudant et est déployé en 1848, entre-temps promu adjudant de division, dans les opérations contre les soulèvements dans la province de Posnanie. En 1853, il est transféré à l'état-major général et en 1856, après avoir été promu major, il reçoit le commandement du 13e régiment d'infanterie.
Il participe à la guerre contre le Danemark en 1864, entre-temps promu colonel, en tant que commandant du 53e régiment d'infanterie. Il est impliqué dans l'assaut de la redoute de Düppel et dirige le 4e colonne d'assaut. Pour la prise d'assaut réussie, il reçoit l'Ordre Pour le Mérite. Pendant la guerre, il est nommé commandant du 28e brigade d'infanterie, qu'il mène dans la bataille d'Als.
Après la guerre, Buddenbrock est transféré à la 2e brigade d'infanterie à Dantzig. Avec cette brigade, il participe à la guerre austro-prussienne en 1866. C'est là qu'il combat le 27 juin 1866, entre-temps promu major général, à la bataille de Trautenau au sein de la 1re division. Il dirige lui-même l'attaque déficitaire mais finalement réussie d'un total de huit bataillons contre l'aile droite des Autrichiens dans les collines derrière la ville de Trautenau. Cependant, il doit abandonner cette position dans la soirée en raison des attaques féroces des Autrichiens. Au cours de ces combats, un total d'environ 1 000 prussiens et plus de 4 700 autrichiens sont tombés.
Le 26 janvier 1867, Buddenbrock est promu lieutenant général et commandant de la 6e division d'infanterie. Dans la guerre contre la France en 1870/71, il dirige cette division dans le cadre de la 3e corps d'armée avec la 2e armée. Là, sa grande unité participe avec la 5e division d'infanterie prend part à la bataille de Mars-la-Tour. Buddenbrock peut capturer le village de Vionville et ainsi se connecter avec la 5e division, ce qui signifie une position prussienne fermée. Il tient cette position tout au long de l'après-midi, même contre l'attaque de l'ensemble du 6e corps français. C'est ici qu'a lieu la célèbre "chevauchée mortelle de la brigade Bredow». Ce jour-là, sa 6e division perd 159 officiers et 3 412 soldats.
Après la bataille, il participe au siège de Metz et plus tard à la bataille du Mans. Pour ses services pendant la guerre, il reçoit la croix de fer de 1re classe et les feuilles de Chêne pour Pour le Mérite. Après la guerre, il est né le 18. En août 1871, il est nommé gouverneur de Königsberg. En reconnaissance de ses réalisations pendant la guerre contre la France, Buddenbrock reçoit une dotation de 40 000 thalers le 22 mars 1872. Décoré du caractère de général d'infanterie et de l'ordre de l'Aigle rouge de première classe avec des feuilles de chêne et des épées, il est mis à disposition avec une pension le 10 août 1872.
En reconnaissance ultérieure de ses services, Buddenbrock est nommé grand commandeur de l'Ordre de la Maison Royale de Hohenzollern. Il est chevalier de Justice de l'Ordre de Saint-Jean.